# Hassan Belkhodja

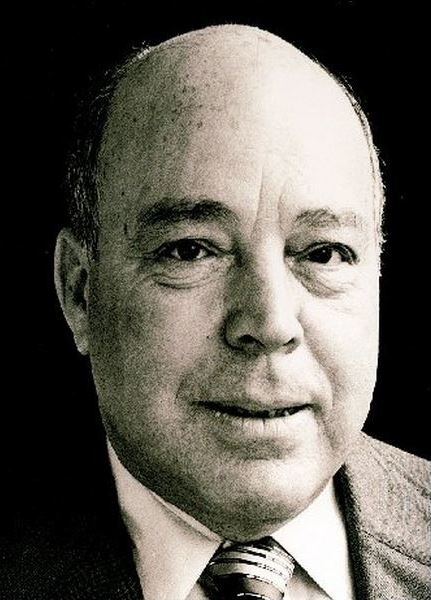
Hassan Belkhodja

Hassan Belkhodja, auch Hassen Belkhodja (arabisch حسان بلخوجة, DMG Ḥassān Bilḫauǧa; * 10. März 1916 in Ras Jebel, Gouvernement Bizerta; † 29. November 1981) war ein tunesischer Diplomat und Politiker der Sozialistischen Destur-Partei.

## Leben
Belkhodja absolvierte nach dem Besuch des Lycée Carnot de Tunis ein Studium der Rechtswissenschaften an der Universität von Paris, das er 1950 abschloss. Während des Studiums engagierte er sich in der Jugendbewegung der 1934 von Habib Bourguiba gegründeten Neo-Destur-Partei sowie als Präsident der Vereinigung nordafrikanischer Studenten in Frankreich. Nach seiner Rückkehr trat er in den diplomatischen Dienst ein und war zunächst zwischen 1954 und 1957 Botschafter in Frankreich sowie im Anschluss von 1957 bis 1959 Botschafter in Spanien. Am 1. Juni 1959 wurde er Geschäftsführender Generaldirektor der neu gegründeten Landwirtschaftsbank BNA (Banque nationale agricole) und war zudem Generaldirektor der Nationalen Immobiliengesellschaft (Société nationale immobilière de Tunisie) sowie Mitgründer des Gesellschaft der Milchindustrie (Société tunisienne de l’industrie laitière) und von Nestlé Tunisie.
Mitte der 1960er Jahre begann Belkhodja sein politisches Engagement, als er Mitglied des Politbüros der aus der Neo-Destur-Partei hervorgegangenen Sozialistischen Destur-Partei wurde. Am 8. September 1969 übernahm er das Amt des Wirtschaftsministers und übte dieses Amt bis zum Ende der Amtszeit von Premierminister Bahi Ladgham am 2. November 1970 aus. Am 19. März 1971 löste er Abdelaziz Mathari als Geschäftsführender Generaldirektor der Tunesischen Bankgesellschaft STB (Société tunisienne de banque) ab und verblieb in dieser Funktion bis zu seiner Ablösung durch Habib Ghenim am 4. Oktober 1974. Er engagierte sich ferner von 1971 bis zu seinem Tode 1981 als Präsident des Fußballvereins Espérance sportive de Tunis.
Am 25. September 1974 wurde Belkhodja als Nachfolger von Dhaoui Hannablia Landwirtschaftsminister in der Regierung von Premierminister Hédi Nouira und behielt dieses Amt bis zu einer Regierungsumbildung am 7. November 1979, woraufhin Lassaad Ben Osman sein Nachfolger wurde. Er selbst wurde bei dieser Kabinettsneubildung am 7. November 1979 Nachfolger von Abdelhamid Sassi als Minister für Verkehr und Telekommunikation und hatte diesen Posten bis zu seiner Ablösung durch Sadok Ben Jemâa am 15. April inne. Daraufhin löste er wiederum Mohamed Fitouri als Außenminister ab und bekleidete diese Funktion ein Jahr lang in der Regierung von Premierminister Mohamed Mzali bis zu seiner Ablösung durch Beji Caid Essebsi am 15. April 1981 aus. Nach seinem Ausscheiden aus der Regierung fungierte er vom 22. April bis zu seinem Tode am 29. November 1981 erneut als Geschäftsführender Generaldirektor der Tunesischen Bankgesellschaft STB. 
Belkhodja war Vater von vier Kindern, darunter der Schriftsteller Abdelaziz Belkhodja.